# Andamansporrgök
Andamansporrgök (Centropus andamanensis) är en fågel i familjen gökar inom ordningen gökfåglar.

## Utseende
Andamansporrgöken är en stor (48 cm) sporrgök. Fjäderdräkten är sandbeige på huvud och kropp, medan vingarna är kastanjebruna. Ungfågeln är diffust bandad.

## Utbredning och systematik
Fågeln förekommer enbart på Andamanerna, Table-ön och Stora och Lilla Coco-öarna. Vissa behandlar den som en underart till orientsporrgök (C. sinensis).

## Status
Trots det begränsade utbredningsområdet och att den tros minska i antal anses beståndet vara livskraftigt av internationella naturvårdsunionen IUCN.  Världspopulationen har inte uppskattats men den beskrivs som vanlig.